# ميامي (الإسكندرية)
ميامي هي منطقة سكنية تابعة لشياخة سيدي بشر بحري بحي أول المنتزة بمدينة الإسكندرية في مصر، سُميت بهذا الاسم نسبة إلى مدينة ميامي في ولاية فلوريدا الأمريكية، تستحوذ ميامي على مساحة واسعة من حي أول المنتزة، وخاصةً مناطق بحري قطار أبو قير، وهي منطقة سياحية قريبة من شاطيء البحر لذلك يوجد بها عدد كبير من المطاعم والمحال التجارية.

## أهم المعالم
- خمسة شواطئ.
- الأكاديمية العربية للعلوم والتكنولوجيا والنقل البحري.
- شوارع إسكندر إبراهيم، ملك حفني، جمال عبد الناصر، خالد بن الوليد، العيسوي، وخليل حمادة.
- مساجد شرق المدينة، الرحمة، الفاروق، والنور.
- مستشفيات نيل الأمل، ميامي، والمدينة المنورة.
- مدراس سان فنسان، ميامي، طيبة، القدس، وميامي كولدج.

## معرض الصور

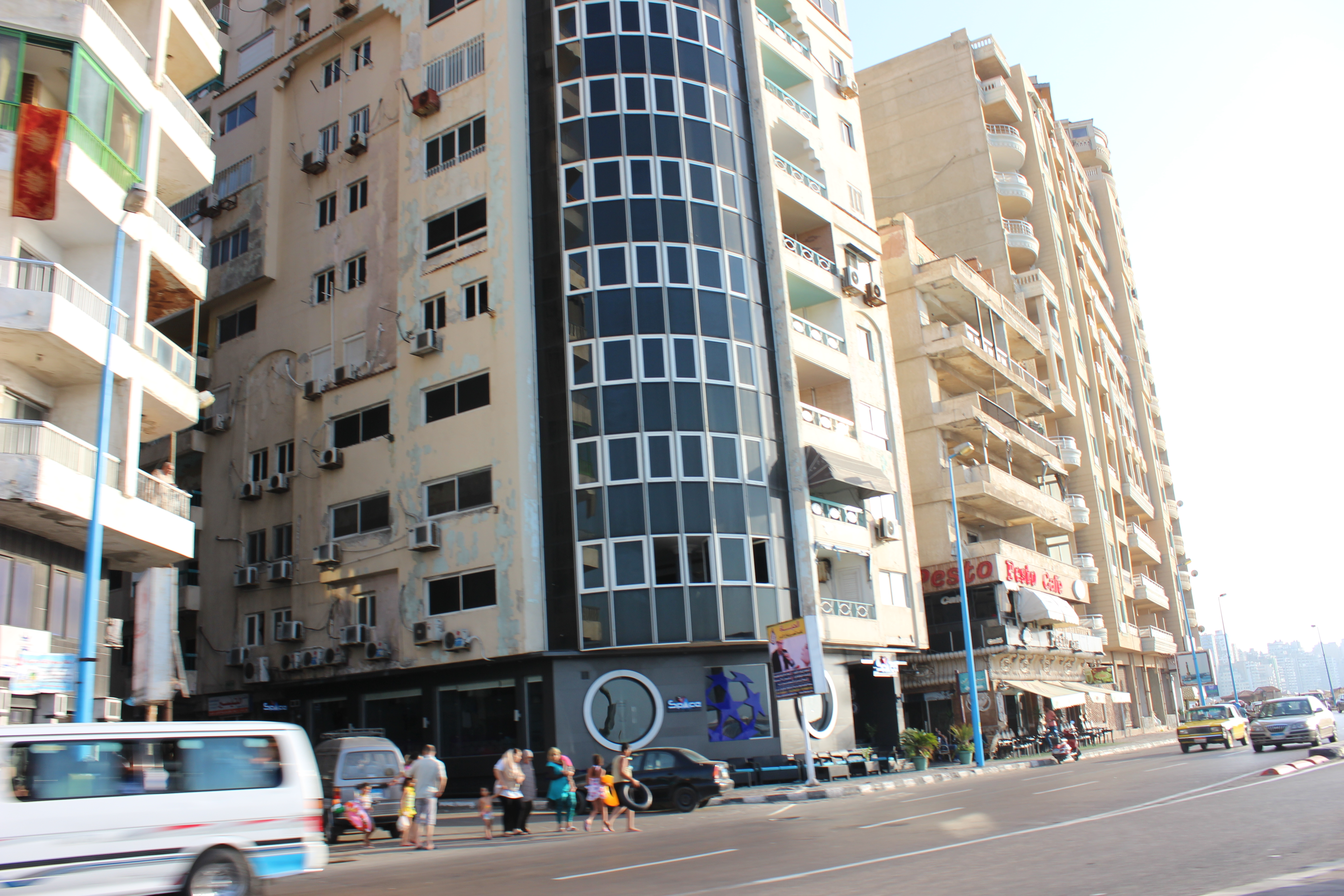
الكورنيش
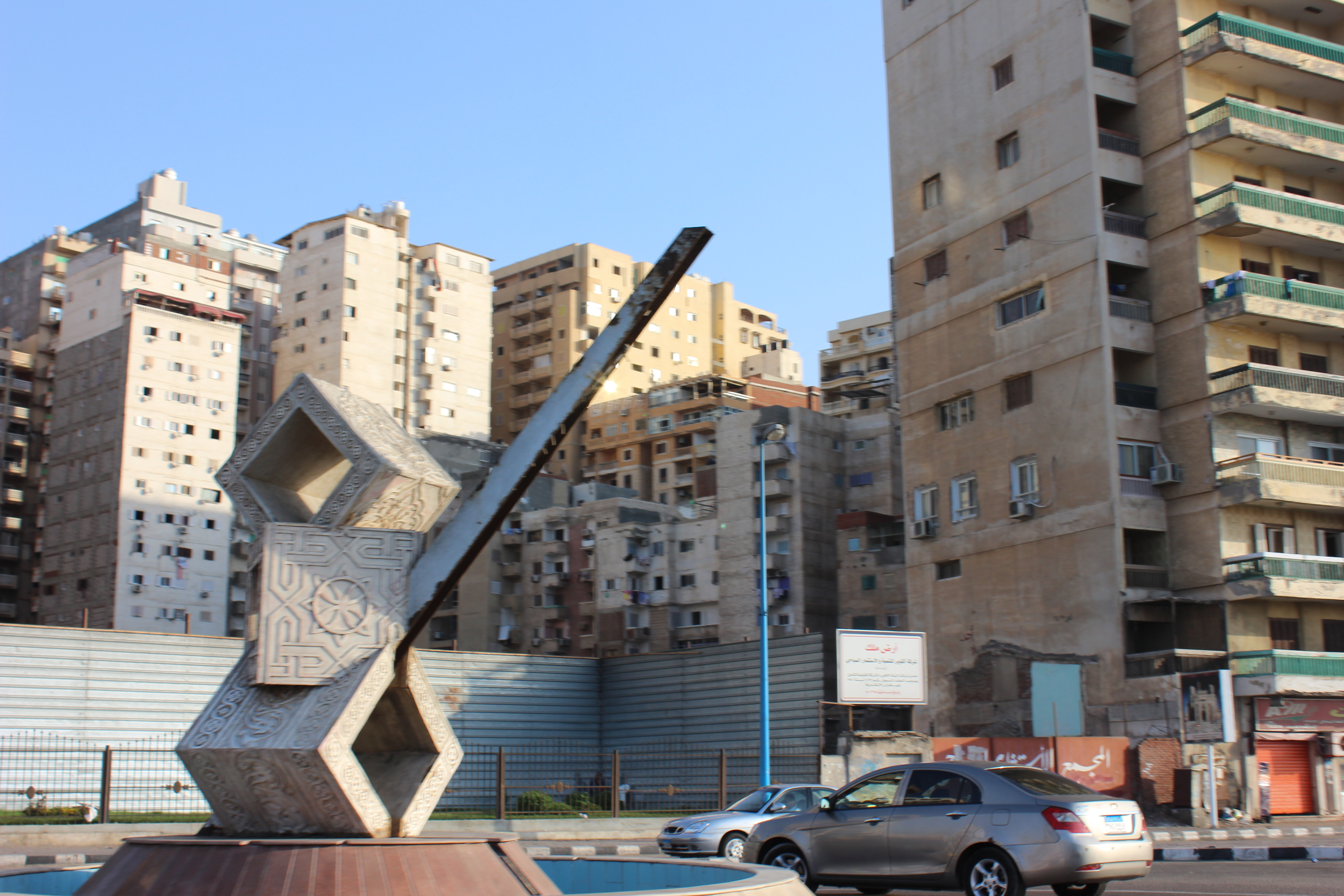
تمثال
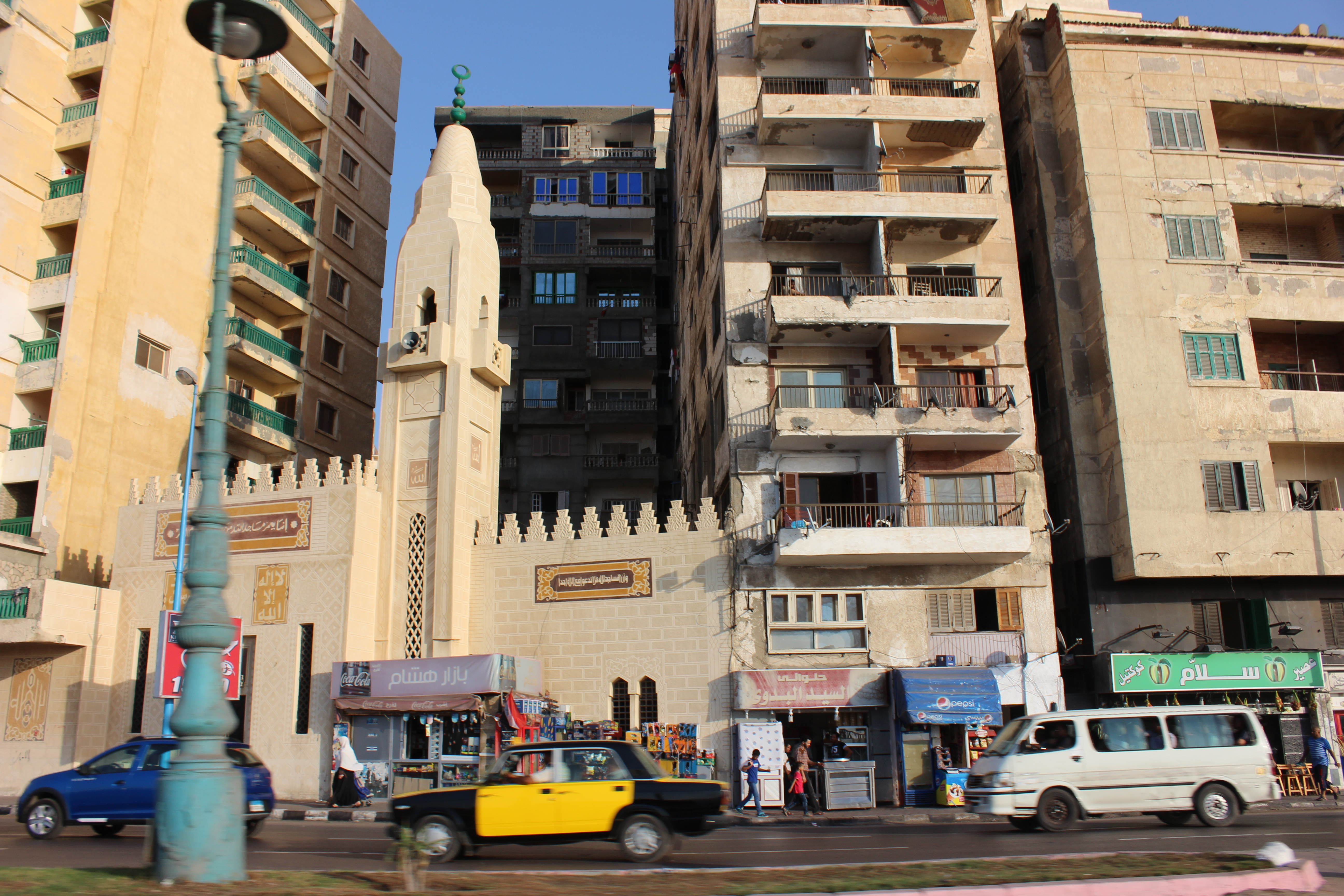
مسجد